# Cantó de l'Illa Jordà
L'Isle-Jourdain (l'illa Jordà) és un cantó del departament francès del Gers amb les següents comunes d'Auradèr, Bèthpoi, Castilhon de Savés, Clarmont de Savés, Endofièla, Fregovièla, Giscarò, Illa Jordà, Liars, Marestanh, Montferran de Savés, Pujaudran, Rasengas i Segofièla.
| Data d'elecció                           | Identitat   | Partit | Qualitat |
| ---------------------------------------- | ----------- | ------ | -------- |
| 1976-2008                                | Guy Arqué   | PS     |          |
| 2008-                                    | Gérard Paul | PS     |          |
| les dades anteriors no són pas conegudes |             |        |          |

| 1962  | 1968  | 1975  | 1982  | 1990  | 1999  | 2006   |
| ----- | ----- | ----- | ----- | ----- | ----- | ------ |
| 6.396 | 7.001 | 7.123 | 7.695 | 8.809 | 9.951 | 12.073 |